# Cesare Bevilacqua
Cesare Giuseppe Maria Bevilacqua (Venezia, 8 gennaio 1884 – Treviso, 17 gennaio 1966) è stato un imprenditore italiano comproprietario della storica azienda Tessitura Luigi Bevilacqua.

## Biografia

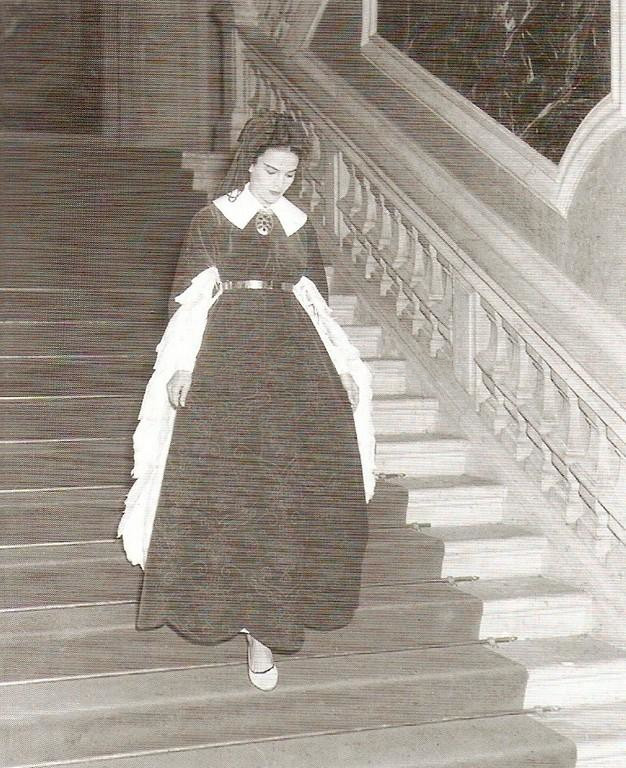
Costume storico confezionato con i pregiati tessuti della manifattura artigianale Bevilacqua, Venezia 1952

Cesare Bevilacqua nacque nel 1884 a Venezia, da una famiglia attiva nel settore tessile almeno dal 1499, come testimonia un quadro di Giovanni Mansueti (ora conservato al Liechtenstein Museum di Vaduz), commissionato da alcuni tessitori veneziani, in cui viene rappresentato l'antenato, Giacomo Bevilacqua. 
Nel 1875 il padre, Luigi Bevilacqua e il suo socio Giovanni Battista Gianoglio fondano la società Luigi Bevilacqua e G.B. Gianoglio, specializzata nella produzione di passamanerie e tessuti. Inizialmente la sede dell'azienda è in corte Remera ai Santi Apostoli, il negozio a San Moisè e la produzione nel sestiere di Castello presso San Lorenzo, dove sono stati rilevati i telai di un’impresa preesistente, la L. Bistort. Negli anni Novanta dell'Ottocento la sede legale viene trasferita a Palazzo Labia, mentre un incendio a Castello provoca anche lo spostamento di una parte degli impianti produttivi. Nel 1895 Giovanni Battista Gianoglio si ritira dalla società lasciando la ditta al solo Bevilacqua; nel 1902 l'impresa assume la denominazione di Luigi Bevilacqua e f.lli Bevilacqua. Già alla fine del secolo tre dei sette figli del titolare erano entrati in azienda: Vincenzo in amministrazione, Antonio come responsabile del settore artistico e della produzione e Angelo alle pubbliche relazioni. Su iniziativa di Angelo Bevilacqua si inaugura un nuovo punto vendita sul Canal Grande, a Santa Croce, dove nel 1905 viene trasferita anche la sede legale. Fino alla prima guerra mondiale la clientela è prevalentemente italiana, formata in particolare dagli ambienti ecclesiastici e da esponenti dei ceti benestanti.
Cesare Bevilacqua comincia a lavorare nell'impresa nel corso del primo decennio del Novecento e, grazie al matrimonio con una nobildonna svedese, apre alla produzione i mercati scandinavi. Assieme al fratello Angelo gestisce l'impresa di famiglia con una particolare attenzione alla prospettiva internazionale, non solo dei mercati di smercio, ma anche degli stili, come dimostrano i lampassi e i broccati con disegni commissionati a una pittrice svedese, Maja Sjösrtöm, che rivestiranno il Salone delle Tre corone del municipio di Stoccolma.
Dopo il temporaneo trasferimento dell'attività a Livorno nel periodo bellico, l'azienda partecipa alla costituzione della società Opifici serici riuniti San Leucio-Luigi Bevilacqua, con sede a Napoli. In questi anni viene abbandonata la produzione di passamanerie e si arricchisce il campionario con stoffe di alta qualità di fabbricazione meccanica, acquistate da ditte terze. Le maggiori piazze di smercio in Italia sono negli anni venti Firenze (con circa sei-sette rivenditori), Roma e Napoli (direttamente seguite da Cesare Bevilacqua) e Venezia. Oltre il 50% delle esportazioni è invece diretta negli Stati Uniti attraverso l'intermediazione di importatori che commercializzano i prodotti Bevilacqua con un proprio marchio.
Nel 1927 viene costituita la Società anonima Luigi Bevilacqua con sede a San Zuan Degolà a Venezia; le quote sono sottoscritte dagli Opifici serici riuniti di San Leucio e dai fratelli Emilio, Angelo, Attilio, Cesare e Giuseppina Bevilacqua, mentre la gestione era affidata interamente nelle mani di Angelo e Cesare Bevilacqua. Nel 1929 entra nel consiglio d’amministrazione la Banca Commerciale Italiana e sei anni più tardi la Opifici serici riuniti viene liquidata. Tra gli anni venti e gli anni trenta l'azienda partecipa a molti eventi espositivi, come l'Esposizione internazionale di Torino dove, nel 1928, ottiene il diploma di Gran premio, e l'Esposizione di Barcellona nel 1929, in cui ottiene il diploma d'onore. Dopo la morte del fratello Angelo, nel 1935, Cesare Bevilacqua resta alla guida dell'impresa coadiuvato dai figli, in particolare da Giulio, che ne condivide il progetto di espansione.
Nel 1953 inizia la collaborazione trentennale di Bevilacqua con la stilista Giuliana di Camerino, che commissiona la fornitura di ‘soprarizzi’ preziosi per la collezione di borse “Roberta”. Negli anni Settanta la fine di questa partnership causerà la perdita di una fondamentale componente del fatturato, in una fase di difficoltà in cui l'impresa punterà a rafforzare la presenza sui mercati internazionali.
Già ritiratosi nel 1966 dall'attività gestionale e amministrativa, Cesare Bevilacqua muore l'anno seguente.
L'impresa, priva del suo leader, affronta quindi un periodo di crisi, pienamente superato solo negli anni Novanta, quando la guida passa nelle mani dei figli Rodolfo e Alberto.

## Archivio
La documentazione che testimonia l'attività imprenditoriale di Cesare Bevilacqua e di suo fratello Luigi è conservata presso la ditta veneziana Luigi Bevilacqua s.r.l., nel fondo Tessitura serica Bevilacqua.